# Хельсинки-Малми
Аэропорт Хельсинки-Малми (фин. Helsinki-Malmin lentoasema, швед. Helsingfors-Malm flygplats) (ИАТА: HEM, ИКАО: EFHF) — один из двух аэропортов города Хельсинки, расположенный в районе Малми в 10 км к северо-востоку от центра города.
До открытия в 1952 году аэропорта Вантаа был главным аэропортом не только Хельсинки, но и всей Финляндии. В настоящее время используется малой авиацией и в тренировочных целях. По числу взлётов и посадок это второй аэропорт Финляндии после Вантаа.
Городскими властями Хельсинки аэропорт выставлен на продажу за ~ 12 млн евро. Его территорию планируется использовать под жилую застройку. Планы закрытия аэропорта встретили значительное сопротивление, а общественная инициатива «Lex Malmi» набрала 50 тысяч голосов и добилась вынесения обсуждения вопроса депутатами парламента.

## История
Первый наземный аэропорт Хельсинки, размещённый в Таттарисуо в районе Малми, начал действовать в декабре 1936 года. Сейчас это территория района Малми в Хельсинки. Гидропланы Aero Ltd (сейчас Finnair) были безотлагательно переделаны в самолёты наземного базирования и начали совершать полёты из нового аэропорта вместе с малыми воздушными судами. Здание аэровокзала было построено в стиле функционализма по проекту архитекторов Дага Энглунда и Веры Розендаль, и введено в строй в 1938 г. Официальная церемония открытия состоялась 15 мая 1938 года.
Аэропорт Хельсинки-Малми был первым аэропортом в мире, который изначально создавался как международный аэропорт. Это сделало путешествие в столицу Финляндии намного более быстрым, чем до этого. К концу 1930-х гг. было налажено авиационное сообщение со всеми главными городами Финляндии, а в 1940 г. стало возможным летать даже в Петсамо (нынешний п. Печенга Мурманской области) на Крайний Север.
В ходе Зимней войны гражданское воздушное сообщение было прекращено, и аэропорт использовался военно-воздушными силами Финляндии. Гражданский пассажиропоток был переведен на другие аэродромы. В 1941—1944 гг. аэропорт использовался как в военных, так и в гражданских целях. После выхода Финляндии из войны в сентябре 1944 г. аэропорт был передан под контроль Союзной контрольной комиссии в Финляндии. Он был возвращён в распоряжение Финляндии в 1946 г..
В ходе войны были разработаны новые авиационные технологии, воздушные суда стали больше и мощнее, расцвела авиастроительная промышленность и коммерческие воздушные перевозки. Но аэропорт Малми оказался не готов к этим переменам. Стало очевидным, что переделка взлётно-посадочных полос аэропорта Малми, расположенных на глинистых грунтах в заболоченной местности, обойдётся слишком дорого. Это потребовало бы устройства свайного фундамента и больших работ по укреплению грунтов.
Новый аэропорт Хельсинки-Вантаа, соответствующий международным стандартам, был открыт к летним Олимпийским играм 1952 г. в Сеутуле. Регулярные линии постепенно перемещались из Малми в новый аэропорт, но аэропорт Малми продолжал использоваться для коммерческих и чартерных рейсов многие годы.
Так же аэропорт известен, что именно с него 28 мая 1987 года (в «День пограничных войск СССР»), после необходимой дозаправки начался финальный этап перелёта немецкого пилота Матиаса Руста по маршруту Гамбург-Рейкъявик-Хельсинки-Москва, Красная площадь, приведший к увольнению Министра обороны СССР Соколова и ряда военачальников. Об этом событии напоминает памятная табличка на здании аэровокзала.

## Настоящее и будущее

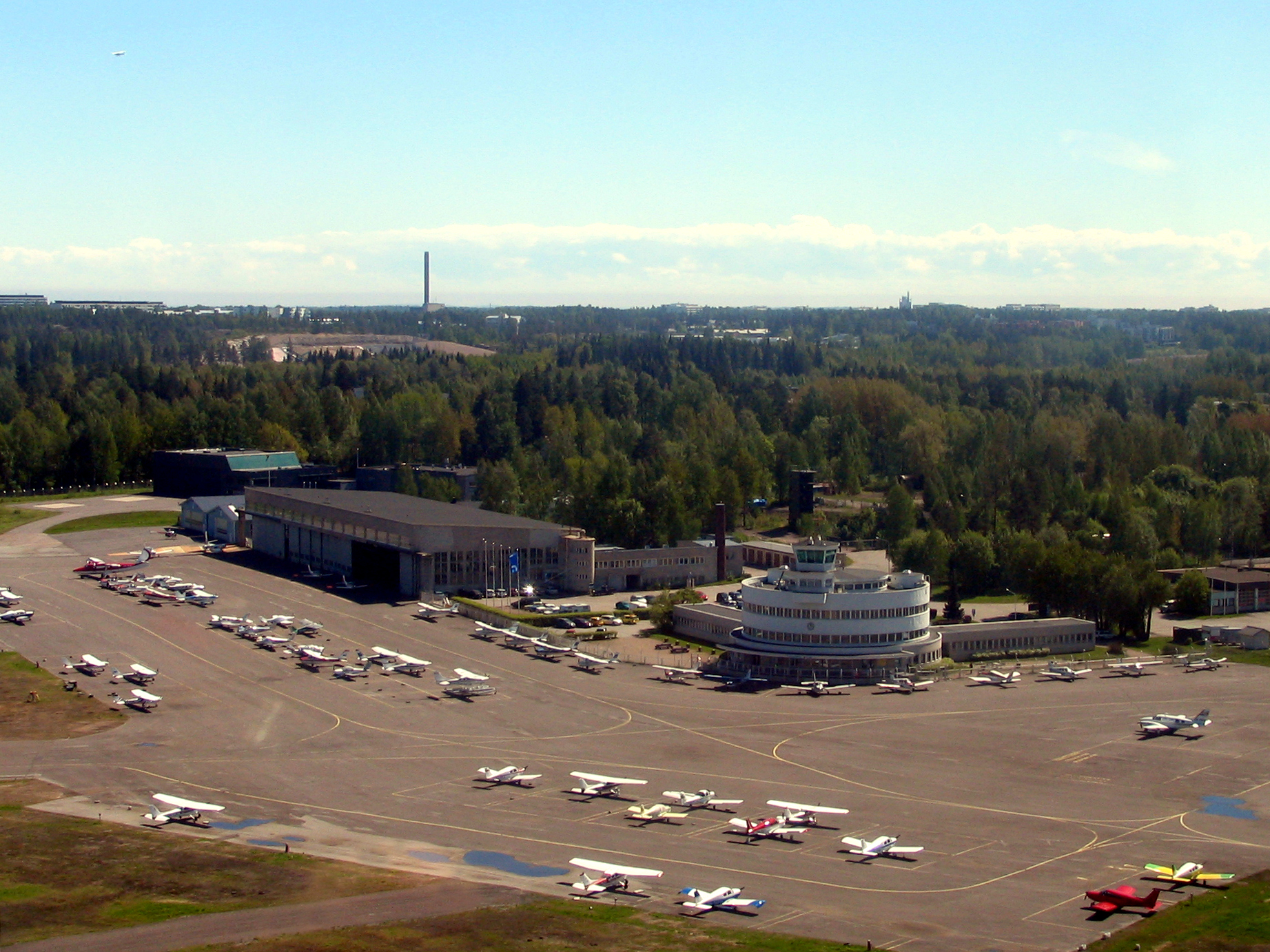
Лётное поле и здание аэровокзала

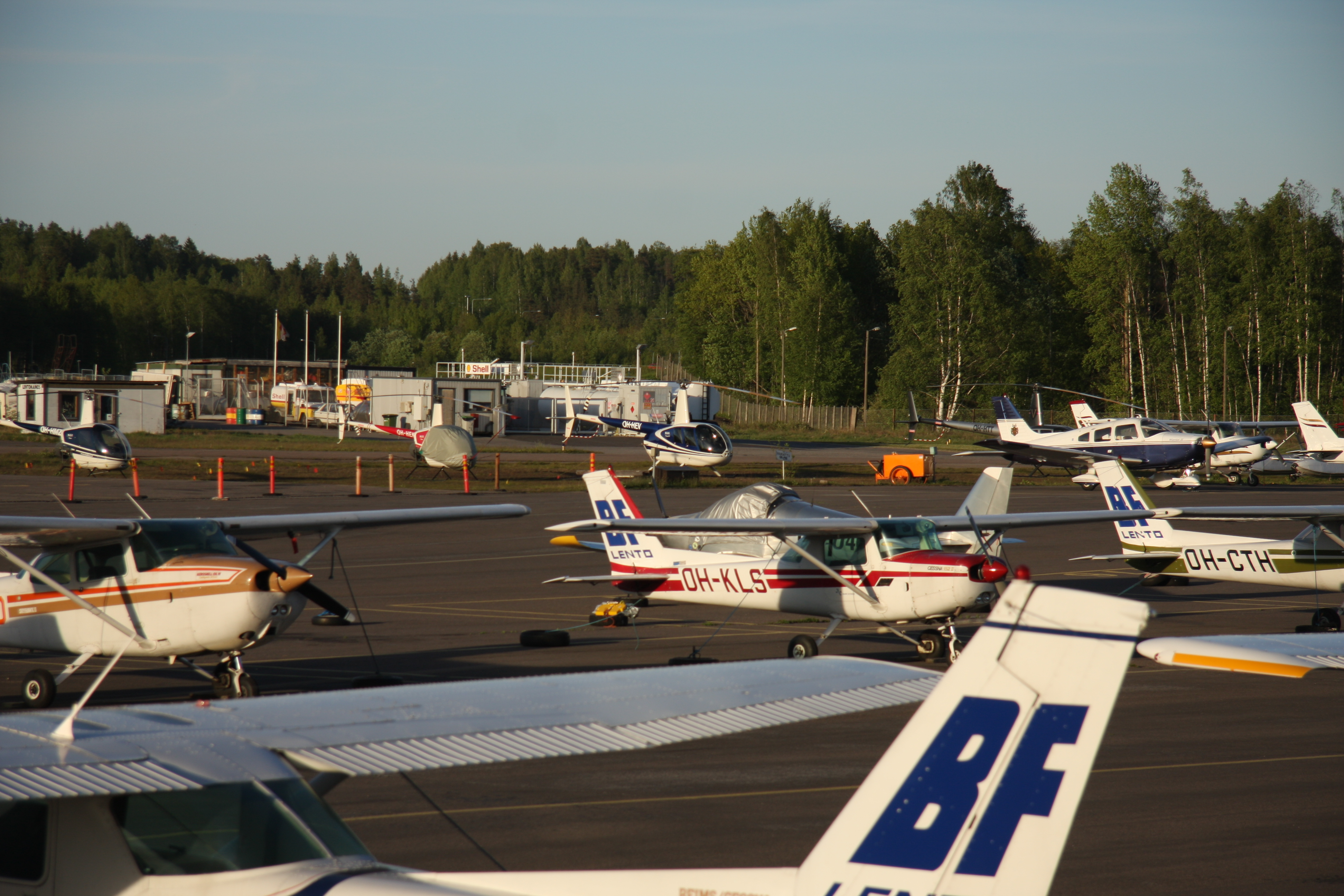
Самолёты малой авиации и вертолёты в аэропорту

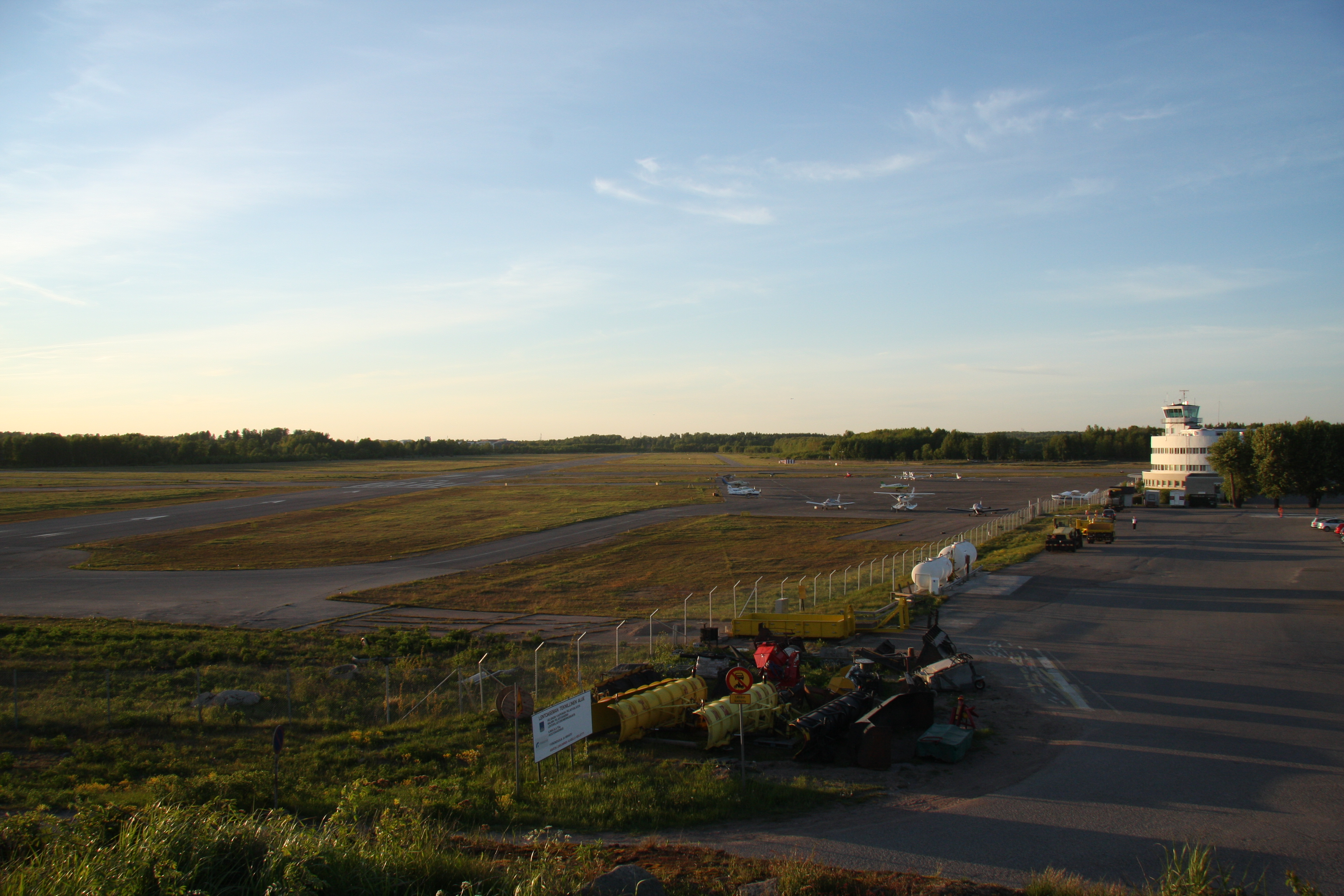
Взлётно-посадочная полоса перед закатом

Сейчас аэропорт Малми используется малой авиацией. Здесь обучаются как профессиональные авиаторы, так и авиалюбители, действуют аэроклубы. От 75 до 80 % выполняемых здесь полётов являются тренировочными и в 2002 г. 50 % всех лётчиков Финляндии и две трети профессиональных лётчиков обучались здесь. В чрезвычайных обстоятельства аэропорт Малми может быть использован в качестве запасного аэродрома для аэропорта Вантаа, но только для лёгких пассажирских судов. Аэропорт использовался пограничной охраной Финляндии до конца 2016 года, когда государство перевело все свои операции в другое место.
Аэропорт Малми также популярен среди любителей активного отдыха, потому что его природное окружение очень живописно. Здесь проходят также авиашоу, привлекающие десятки тысяч зрителей каждый год. Большой интерес представляет также исключительно хорошо сохранившаяся обстановка довоенного аэропорта. Он был включен во всемирный список 100 объектов культурного наследия, находящихся под угрозой исчезновения, в 2004 и 2006 гг. Кроме этого, аэропорт Малми включен в финский список международной группы DoCoMoMo Workgroup, описывающей, систематизирующей и сохраняющей здания, памятники и выдающиеся сооружения современности
Будущее аэропорта Малми не определено, поскольку власти города Хельсинки планируют здесь жилищное строительство. Активность властей города в этом направлении достигла максимума в 1990-е гг., а затем пошла на убыль в связи с необходимостью освоения новых территории в других частях города. Официальным владельцем земли, на которой расположен аэропорт, до 2034 г. является правительство Финляндии.
В 2005 г. Министерством транспорта и коммуникаций были начаты предварительные изыскания по поводу возможности переноса аэропорта в новое место. Главной проблемой оказалось то, что ни министерство, ни какая-либо другая организация не имели конкретных предложений по этому поводу. В связи с этим министерство сочло невозможным проведение дальнейших работ без согласования с организациями, ответственным за землепользование. Вопрос о будущем аэропорта может быть рассмотрен лишь в привязке к планам будущего землепользования всего региона Хельсинки Вполне возможно, что аэропорт Малми сохранится по крайней мере до 2020-х гг.
В 2014 году начались переговоры между государством и городом Хельсинки о продаже занимаемой аэропортом территории за 12 миллионов евро. Здесь планируется построить жилой район на 25 тысяч человек.